# Кристиансен, Готфрид Кирк
Готфрид Кирк Кристиансен (англ. Godtfred Kirk Christiansen, 8 июля 1920 года — 13 июля 1995 года) — третий сын Оле Кирка Кристиансена, основателя Lego Group. В 1950 году Готфрид стал младшим вице-президентом семейной Lego Group. Готфрид был директором Lego Group на протяжении 1957—1979 годов.

## Биография
Готфрид родился в начале июля 1920 года в Биллунне, Дания. Был третьим ребёнком Оле Кирка Кристиансена.
В начале 1930-х Оле основал компанию по производству предметов для повседневного обихода, основную прибыль которой приносили гладильные доски и лестницы. Вместе с ним в компании трудился и Готфрид, который начал работать с отцом с 12 лет.
После смерти отца в 1958 году он стал президентом совета директоров, к 1960 году выкупил доли своих братьев и стал единственным владельцем компании. Готфрид был директором Lego Group на протяжении 1957—1979 годов. Он курировал начало продаж Lego в США в 1961 году.
Скончался на 76-м году жизни 13 июля 1995 года в своем доме в Биллунне. после его смерти, его сын Кьелль Кирк Кристиансен возглавил компанию.

## Семья
- Дед — Йенс Нильс Кристиансен, фермер.
- Бабушка — Кирстин Кристиансен (Андерсен)
- Мать — Кирстин Серенсен (?—1932)
- Отец — Оле Кирк Кристиансен (1891—1958), столяр и основатель компании LEGO.
  - Брат — Йоханнес Кристиансен (1917—?)
  - Брат — Карл Георг Кирк Кристиансен (1919—?), в 1957 году был назначен начальником отдела пластмасс для LEGO, в 1960 году начал собственный бизнес «Bilofix» со своим братом, Герхардом.
  - Брат — Герхард Кирк Кристиансен (1926—?), в 1960 году начал собственный бизнес «Bilofix» со своим братом, Карлом Георгом.
- Жена — Эдит Кирк Кристиансен (1924—2015)
  -     - Сын — Кьелль Кирк Кристиансен (род. 1947), был генеральным директором Lego Group в 1979—2004 годах, сейчас заместитель председателя правления Lego Group.
      - Внучка — Софи Кирк Кристиансен (род. 1976), владеет плантацией. Окончила Орхусский университет, получив степень бакалавра этнографии и социальной антропологии.
      - Внук — Томас Кирк Кристиансен (род. 1979), бизнесмен. В 2016 году стал заместителем председателя правления и председателем Фонда LEGO.
      - Внучка — Агнет Кирк Тхинггаард (род. 1983), участница конного спорта. Участница Летних Олимпийских игр 2016.

    - Дочери — Гунхильд Кирк Йохансен (род. 1944) и Ханне Кирк Кристиансен (1949—1969)